# اليوم الدولي للأسر
اليوم الدولي للأسر(بالإنجليزية: International Day of Families)‏ هو يوم تقيمه منظمة الأمم المتحدة سنويا بتاريخ 15 مايو. أعلن اليوم من قبل الجمعية العامة للأمم المتحدة في عام 1993 مع القرار A / RES / 47/237 و يعكس الأهمية التي يوليها المجتمع الدولي للأسر.